# Ken Lum
Ken Lum (* 26. September 1956 in Vancouver) ist ein kanadischer Konzeptkünstler.

## Leben und Werk
Lum studierte zunächst bis zum Bachelor Naturwissenschaften. Nachdem er bei Jeff Wall einen Kurs belegt hatte, wandte er sich der Konzeptkunst zu und absolvierte 1985 einen Master of Fine Arts an der University of British Columbia, an der er von 1990 bis 2006 als Professor lehrte. Zwischen 1995 und 1997 war er Gastprofessor an der École nationale supérieure des beaux-arts de Paris. Von 2005 bis 2007 lehrte Lum am Bard College und seitdem an der University of Pennsylvania School of Design in Philadelphia. Ken Lum ist Mitbegründer des Yishu Journal of Contemporary Chinese Art 2017 wurde Ken Lum der Order of Canada verliehen.
Ken Lum kombiniert vielfach Fotografien mit Text, schafft aber auch Möbelskulpturen und Sprachgemälde. Ken Lum ist chinesischer Herkunft. Eines seiner Themen ist das Aufbrechen von rassen-, gender- und klassenbezogenen Stereotypen. Er stellt die Frage danach, wie wir als Betrachter Bilder von Menschen konstruieren, die anders sind als wir selbst. Lum arbeitete mehrfach mit großen Spiegeln, in deren Rahmen Schnappschüsse von Menschen geklemmt sind. Auf der Documenta11 2002 stellte Lum Mirror Maze with 12 Signs of Depression aus. 2006 wurde die Medieninstallation Pi in Wien eröffnet.
Ken Lum war Teilnehmer zahlreicher internationaler Ausstellungen, darunter den Biennalen in Sydney (1992), Johannesburg (1997), São Paulo (1998), Havanna und Shanghai (2000), Venedig (2001), Istanbul (2007), Gwangju (2008), Moskau (2011) und der Whitney Biennale. 2014 war Lum Teilnehmer der Documenta11.